# Copa de España de fútbol americano
La Copa de España de fútbol americano es una competición de fútbol americano que se disputa anualmente en España desde 1996. La organiza la Federación Española de Fútbol Americano. 

## Historia
En octubre de 1995 se disputó la primera edición (temporada 1995-96), organizada por la Agrupación Española de Fútbol Americano (AEFA) y con el patrocinio de Beefeater, en la que Vilafranca Eagles y Madrid Panteras derrotaron a Barcelona Boxers y L'Hospitalet Pioners para ganarse un puesto en la final, disputada ante 5000 espectadores en las Instalaciones deportivas de La Cartuja, en la que los madrileños se alzaron con el título. En noviembre de 1996 se disputó la final de la II edición, en Granada, que volvieron a ganar los Panteras, esta vez ante Pioners.
Hasta 2012 fue organizada por la Agrupación Española de Fútbol Americano (AEFA) y en 2012 pasó a organizarla la recién creada Federación Española de Fútbol Americano (FEFA). 

## Palmarés
| Edición       | Campeón                | Subcampeón             | Resultado | Estadio                                                       |
| ------------- | ---------------------- | ---------------------- | --------- | ------------------------------------------------------------- |
| I (1996)      | Madrid Panteras        | Vilafranca Eagles      | 20-16     | Instalaciones deportivas de La Cartuja (Sevilla)              |
| II (1997)     | Madrid Panteras        | L'Hospitalet Pioners   | 24-17     | Estadio Municipal Armilla (Granada)                           |
| III (1998)    | Madrid Panteras        | L'Hospitalet Pioners   | 27-6      | Estadio del Turia (Valencia)                                  |
| IV (1999)     | Badalona Dracs         | Bilbao Cougars         | 8-6       |                                                               |
| V (2000)      | L'Hospitalet Pioners   | Badalona Dracs         | 34-13     | Estadio Joan Serrahima (Barcelona)                            |
| VI (2001)     | Rivas Osos             | Badalona Dracs         | 25-24     | Polideportivo Cerro del Telégrafo (Rivas-Vaciamadrid)         |
| VII (2002)    | Rivas Osos             | Badalona Dracs         | 39-12     | Estadio del Turia (Valencia)                                  |
| VIII (2003)   | Rivas Osos             | Badalona Dracs         | 15-6      | La Peineta (Madrid)                                           |
| IX (2004)     | Badalona Dracs         | Rivas Osos             | 3-0       | Campo municipal de Montigalá (Badalona)                       |
| X (2005)      | L'Hospitalet Pioners   | Valencia Firebats      | 23-16     | Estadio del Turia (Valencia)                                  |
| XI (2006)     | L'Hospitalet Pioners   | Rivas Osos             | 23-18     | Polideportivo Municipal Sagnier (El Prat de Llobregat)        |
| XII (2007)    | Rivas Osos             | L'Hospitalet Pioners   | 20-3      | Polideportivo Cerro del Telégrafo (Rivas-Vaciamadrid)         |
| XIII (2008)   | L'Hospitalet Pioners   | Rivas Osos             | 14-13     | Complejo deportivo Hospitalet Norte (Hospitalet de Llobregat) |
| XIV (2009)    | Rivas Osos             | Badalona Dracs         | 7-0       | Polideportivo Cerro del Telégrafo (Rivas-Vaciamadrid)         |
| XV (2010)     | L'Hospitalet Pioners   | Las Rozas Black Demons | 41-7      | Polideportivo Cerro del Telégrafo (Rivas-Vaciamadrid)         |
| XVI (2011)    | L'Hospitalet Pioners   | Valencia Firebats      | 46-23     | Estadio Joan Serrahima (Barcelona)                            |
| XVII (2012)   | L'Hospitalet Pioners   | Badalona Dracs         | 36-29     | Campo municipal de Montigalá (Badalona)                       |
| XVIII (2013)  | L'Hospitalet Pioners   | Rivas Osos             | 20-10     | Polideportivo Cerro del Telégrafo (Rivas-Vaciamadrid)         |
| XIX (2014)    | L'Hospitalet Pioners   | Badalona Dracs         | 31-27     | Campo municipal de Montigalá (Badalona)                       |
| XX (2015)     | Convocatoria desierta  | Convocatoria desierta  | 0-0       | Federación Española de Fútbol Americano                       |
| XXI (2017)    | Badalona Dracs         | -                      | 0-0       | Federación Española Fútbol Americano                          |
| XXII (2018)   | Badalona Dracs         | Las Rozas Black Demons | 26-7      | Campo Batiste Subíes (La Pobla de Farnáls)                    |
| XXIII (2019)  | Badalona Dracs         | Las Rozas Black Demons | 24-0      | Estadio Pedro Escartín (Guadalajara)                          |
| XXIV (2020)   | Badalona Dracs         | Las Rozas Black Demons | 15-3      | Masnou (Barcelona)                                            |
| XXV (2021)    | Badalona Dracs         | Las Rozas Black Demons | 14-7      | Badalona                                                      |
| XXVI (2022)   | Rivas Osos             | Badalona Dracs         | 41-14     |                                                               |
| XXVII (2023)  | Las Rozas Black Demons | Badalona Dracs         | 17-0      |                                                               |
| XXVIII (2024) | Las Rozas Black Demons | Badalona Dracs         | 27-21     |                                                               |
| XXIX (2025)   | Las Rozas Black Demons | Badalona Dracs         | 35-0      | Badalona                                                      |

### Títulos de Copa por equipos
| Equipo                 | Campeonatos                                              | Subcampeonatos                                                        |
| ---------------------- | -------------------------------------------------------- | --------------------------------------------------------------------- |
| L'Hospitalet Pioners   | 9 (2000, 2005, 2006, 2008, 2010, 2011, 2012, 2013, 2014) | 3 (1997, 1998, 2007)                                                  |
| Badalona Dracs         | 7 (1999, 2004, 2017, 2018, 2019, 2020 y 2021)            | 11 (2000, 2001, 2002, 2003, 2009, 2012, 2014, 2022, 2023, 2024, 2025) |
| Rivas Osos             | 6 (2001, 2002, 2003, 2007, 2009, 2022)                   | 4 (2004, 2006, 2008, 2013)                                            |
| Las Rozas Black Demons | 3 (2023, 2024, 2025)                                     | 5 (2010, 2018, 2019, 2020, 2021)                                      |
| Madrid Panteras        | 3 (1996, 1997, 1998)                                     |                                                                       |
| Valencia Firebats      |                                                          | 2 (2005, 2011)                                                        |
| Vilafranca Eagles      |                                                          | 1 (1996)                                                              |
| Bilbao Cougars         |                                                          | 1 (1999)                                                              |